# 锗杂苯
锗杂苯 (C5H6Ge) 是一类有机化合物的母体，由苯环的一个碳原子被锗取代而成。锗杂苯本身已被理论研究， 含有 2,4,6-三[双(三甲基硅基)甲基]苯基 或叔丁基基团的锗杂苯衍生物也是已知的。  此外，稳定的萘衍生物是存在的，像是含有 2-锗杂萘的物质（下图）。 锗杂苯中的锗碳键可通过叔丁基基团与潜在的反应物隔离。它是芳香族化合物，和硅杂苯和锡杂苯一样。

一种稳定的 2-锗杂萘衍生物